# Lucas Grabeel
Lucas Stephen Grabeel (ur. 23 listopada 1984 roku Springfield w Missouri) – amerykański aktor i wokalista.

## Życiorys
Jego rodzice to Stephen i Jean Grabeel. W wieku szkolnym razem ze swoją siostrą zaczął wykonywać piosenki, gry, i reklamy, które pokazywali rodzinie i przyjaciołom. Uczęszczał do Logan – Rogersville elementarnej i małej szkoły. W szóstej klasie zagrał Colina z „Tajemniczego ogrodu” na szkolnym kółku teatralnym. Jego pierwszą poważną rolą był Dodger z „Olivera Twista”, którego grał w Springfield Little Theatre. Lucas kontynuował grę w teatrze, uczestniczył w jeszcze 8 spektaklach przed ukończeniem liceum. Był działaczem młodej grupy teatralnej Y.E.S. przez 5 lat. W tym czasie również uczęszczał na zajęcia z uczenia teatralnego tańca, gry i improwizacji aktorskiej. W 2001 roku zagrał w serialu „Tajemnice Smallville” jako młody Lex Luthor, w 2004 roku w „Halloweentown High” jako Ethan Dalloway. Najbardziej zapamiętany jest jednak jako odtwórca roli Ryana Evansa z „High School Musical”, którą grał w roku 2006 i kontynuował ją w 2007 w „High School Musical 2” i w „High School Musical 3: Ostatnia klasa”. W „HSM2”, w scenie powrotu Sharpay i Ryana do ośrodka w Lava Springs słychać piosenkę w wykonaniu Lucasa pt. „You Got It”. Ostatnio Lucas wystąpił także w filmie „Alice Upside Down” u boku Alyson Stoner, gdzie grał brata głównej bohaterki i występuje w zespole o wdzięcznej nazwie „Naked Nomads”. Na potrzeby filmu nagrał dwie piosenki: „Jenny Got A Fever” i „Gotta Rock”.

## Filmografia
- 2001: Tajemnice Smallville jako młody Lex Luthor
- 2004: Halloweentown High jako Ethan Dalloway
- 2006: High School Musical jako Ryan Evans
- 2007: Dzieciaki z High School Musical jako Lester McKinley
- 2007: High School Musical 2 jako Ryan Evans
- 2008: High School Musical 3: Ostatnia klasa jako Ryan Evans
- 2008: Wycieczka na studia jako Scooter
- 2008: Obywatel Milk jako Danny Nicoletta
- 2008: The Adventures of Food Boy jako Ezra
- 2009: Lock and Roll Forever jako Donnie
- 2009: I Kissed a Vampire jako Dylan
- 2010: The Legend of the Dancing Ninja jako Ikki
- 2010: What's Wrong with Virginia jako nerwowy mormon
- 2011: Tajemnice Smallville jako Conner Kent
- 2011: Boska przygoda Sharpay jako Ryan Evans
- 2011: Switched at Birth jako Toby Kennish

## Single
- „You Know I Will”
- „Go the Distance”
- „You Got It”
- „Trash Talkin'”
- „Gotta Rock”
- „What I've Been Looking For” feat. Ashley Tisdale High School Musical
- „Bob to the Top” feat. Ashley Tisdale High School Musical
- „We're All In This Together” High School Musical
- „What time is it” High School Musical 2
- „Fabulous” feat. Ashley Tisdale High School Musical 2
- „I don't dance” feat. Corbin Bleu High School Musical 2
- „All for one” High School Musical 2
- „Humuhumunukunukuapua'a” feat. Ashley Tisdale High School Musical 2
- „I Want It All” feat. Ashley Tisdale High School Musical 3
- „A Night To Remember” High School Musical 3
- „Just Wanna Be With You” feat. Olesya Rulin, Vanessa Hudgens, Zac Efron High School Musical 3
- „Senior Year Spring Musical” feat. Olesya Rulin, Vanessa Hudgens, Zac Efron, Ashley Tisdale, Matt Prokop, Jemma McKenzie-Brown High School Musical 3
- „High School Musical” feat.Vanessa Hudgens, Zac Efron, Ashley Tisdale, Corbin Bleu, Monique Coleman High School Musical 3
- „Outta My Head” I Kissed A Vampire
- „Just A Little Peck” feat Adrian Slade & Drew Seeley I Kissed A Vampire
- „Happily Afterlife” feat Adrian Slade & Drew Seeley I Kissed A Vampire
- „Role of a Lifetime” feat Kate Reinders High School Musical: The Musical: The Series